# Isabella Iannetti
Isabella Iannetti, all'anagrafe Carmela Iannetti (Trani, 25 aprile 1946), è una cantante italiana.
Vincitrice del 2º Festival della canzone italiana di Malta nel 1966

## Biografia
Debutta al Cantagiro 1963 con T'hanno visto domenica sera, un twist composto da Mogol, Del Prete e da Adriano Celentano, arrangiato da Detto Mariano, conquistando il secondo posto nel Girone B ed un buon successo di vendita. Celentano lo reinterpreterà soltanto per il mercato spagnolo con il titolo Te han visto con otro.
Sempre nel 1963 partecipa allo spettacolo televisivo "Disney parade N°2" presentando con etichetta discografica "Royal" il 45 giri contenente il brano "Il gatto e la volpe" (nella facciata B del disco è presente "Ma lo vuoi capire"), tutt'oggi uno dei dischi più ricercati dai collezionisti. La manifestazione si teneva al Teatro Ariston di Sanremo qualche giorno prima di Natale ed è stata mandata in onda il pomeriggio del 25 dicembre alle ore 17.15.
Nel 1964 partecipa al Cantagiro con la canzone "Va tu sei libero" (cover del successo USA "You Don't Own Me" interpretato da Lesley Gore). Nello stesso anno il brano viene riproposto nel lungometraggio Tv "Una giornata a Pallanza" presentato da Grazia Maria Spina e Giancarlo Sbragia
Nel 1965 partecipa al 13º Festival della Canzone Napoletana, dove interpreta i brani Core napulitano di Martucci e Ricciardi e Guardame di Nisa, Fanciulli e Salerno, eseguiti in abbinamento con Mario Abbate e Nunzio Gallo. Nel 1966 fa parte del cast dei cantanti partecipanti a "Canzonissima" (ufficialmente intitolata "Scala reale") con la canzone "Sono tanto innamorata", che viene riproposta al Festival di Pesaro arrivando in finale con un ottimo piazzamento.
Partecipa per ben sei volte alla manifestazione Un disco per l'estate, con Sono tanto innamorata (1965), L'amore nei ragazzi come noi (1966), Corriamo (1967), Ricorda ricorda (1968), Cuore innamorato (1969) e Il mare in cartolina (1970) ottenendo sempre un buon successo di vendite e riuscendo sempre ad arrivare alla finale con buoni piazzamenti, ad eccezione dell'edizione 1968.
Nel 1966 vince il "2º Festival della Canzone italiana a Malta" (presentatore Daniele Piombi) proponendo "C'è lui che mi consola" e aggiudicandosi la Gondola D'oro (1º Premio). Nello stesso anno arriva in finale al Festival delle Rose con il brano "Una danza al chiar di luna". Sempre nel 1966 Pippo Baudo la vuole nella sua trasmissione Settevoci per presentare la canzone "C'è lui che mi consola".
Nel 1967 ripartecipa al Festival delle Rose con "Una testa dura", ottenendo il premio dell'Ente Soggiorno e Turismo insieme a Les Surfs e Claudio Lippi.
Ha preso parte anche al Festival di Sanremo 1969 con il brano Una famiglia, in coppia con il suo autore Memo Remigi, senza accedere alla finale. Però Vittorio Salvetti le fa riproporre la canzone nella trasmissione televisiva Canzoni sulla neve mandata in onda da Campione d'Italia. L'anno precedente aveva inciso un brano tratto dal Festival di Sanremo, "Stanotte sentirai una canzone", che era stato presentato da Annarita Spinaci in coppia con la giapponese Yōko Kishi.
Nel 1969 vince il Festival di Pesaro con la canzone "Cuore innamorato" (Mogol, Conti, Franco Cassano). Nell'ottobre dello stesso anno presenta "La Lettera" (Mogol, Conti, Franco Cassano), un bel brano che non ottiene il successo sperato.
Il 1970 la vede presentare nella trasmissione tv pomeridiana di Renzo Palmer la canzone "Falsità" del maestro Roberto Vecchioni. Nel settembre dello stesso anno riceve dal Sindaco di Trani, Saverio Grilli, una targa d'oro per aver portato alla ribalta nazionale ed internazionale la città.
Nel 1971 è tra i vincitori del Disco D'oro, spettacolo televisivo che sarebbe stato registrato nella città di Salerno nel gennaio 1972. Sempre nel 1971 è nel cast dei cantanti partecipanti alla trasmissione serale domenicale del 1º canale televisivo "Come quando fuori piove", presentata da Raffaele Pisu e Vanna Brosio.
Il 1972 la vede in Tv presentare da Salsomaggiore Terme (Conduttore Daniele Piombi) la canzone "Partita per amore" del giovane Malgioglio e Mino Reitano.
Incide l'ultimo disco "Gente del circo" e "Cronaca ore 6" nel 1975 e dopo il matrimonio con il Dott. Dario Gisotti, Chirurgo della sua città, abbandona il mondo della canzone e  si dedica alla famiglia con i suoi due figli Serena e Armando e i suoi quattro nipoti.
Nel 1999 e nel 2000, sull'onda del ritorno della musica anni 60/70, è ospite per sei volte nello spettacolo televisivo condotto da Paolo Limiti "Ci vediamo in TV".
L'anno seguente è ancora ospite a "La vita in diretta" condotta da Michele Cucuzza con riprese effettuate nella città di Trani.
Negli ultimi anni ha partecipato ad alcune interviste tra cui una su "NUOVO CIAO AMICI N°1" del dicembre 2012 condotta da Claudio Scarpa e un'altra su "RARO PIU'" N°33 del marzo 2016 condotta da Fernando Fratarcangeli.
Nel marzo 2014 Isabella è ospite del programma "STILE ITALIANO LA STORIA DELLA CANZONE ITALIANA RACCONTATA DAI SUOI PROTAGONISTI" ideato e condotto dal professore, giornalista e speaker milanese Massimo Emanuelli.
Il 100º Giro d'Italia nella tappa tranese nel Maggio 2017 la vede ospite della trasmissione televisiva di Rai Due (Rai storia e Rai Sport) "Viaggio nell'Italia del Giro" condotta da Edoardo Camurri.
La cantante era anche conosciuta con lo pseudonimo "La Cinciallegra di Trani".
Negli ultimi anni è però tornata ad esibirsi, sull'onda del revival.

## Discografia
45 giri
- 1963 - T'hanno vista domenica sera/In cima ai miei pensieri (Durium) QC A 1290
- 1963 - Un ragazzo così/Non lo farò mai più (Durium) QC A 1300
- 1963 - Il gatto e la volpe/Ma lo vuoi capire (Durium) QC A 1310
- 1964 - Va...tu sei libero/Sola tra sole e sale (Durium) QC A 1319
- 1964 - Quanti ragazzi/Difenderò il mio amore (Durium) QC A 1330
- 1965 - Sono tanto innamorata/No, non ti lascerò (Durium) QC A 1336
- 1965 - Core napulitano/Guardame (Durium) QC A 1346
- 1965 - Vivrei di pane/M'hai detto ciao (Durium) QC A 1351
- 1966 - L'amore nei ragazzi come noi/C'è lui che mi consola (Durium) QC A 1356
- 1966 - Una danza al chiar di luna/Parla con lui (Durium) QC A 1362
- 1967 - Corriamo/Chiedilo al tuo cuore (Durium) QC A 1379
- 1967 - Una testa dura/Come puoi dimenticare (Durium) QC A 1383
- 1968 - Stanotte sentirai una canzone/Un riflesso nell'acqua (Durium) QC A 1385
- 1968 - Ricorda Ricorda/Melodia (Durium) QC A 1386
- 1968 - È stato bello per me/Un amore inutile (Durium) QC A 1390
- 1968 - Natale è qui/Buon Natale mio amor (Durium) QC A 1393
- 1969 - Una famiglia/Il tic tac del cuore (Durium) QC A 1394
- 1969 - Cuore Innamorato/Il tic tac del cuore (Durium) QC A 1396
- 1969 - La lettera/Ora che ti amo (Durium) QC A 1399
- 1970 - Il mare in cartolina/Guance rosse (Durium) QC A 1400
- 1970 - Falsità/L'ultimo cuore (Durium) QC A 1401
- 1971 - Senza sole/Cuore bugiardo (Durium) QC A 1402
- 1972 - Partita per amore/Caschi il mondo (Durium) QC A 1403
- 1975 - Cronaca: ore 6/Gente del circo (Durium) LD A 7897

EP
- - Chiedilo Al Tuo Cuore/Muchas gracias senorita/You Don´t Know/Heart Full Of Tears (con Nino De Murcia, Eny Jackson) (Monogram) EX-134
- 1965 - Festival di Napoli 1965 (con Mario Trevi (cantante)) (Durium) ep A 3335

LP
- 1966 - Ecco Isabella Iannetti (Durium) ms Pr 77140

Cd
- 1999 - Isabella Ianetti Durium Revival (Durium) ND CD 215
- 2000 - Isabella Iannetti I successi D.V.More Record CDDV 6464
- 2002 - I grandi successi originali di Isabella Iannetti BMG-Ricordi 74321861072(2)
- 2020 - Ecco Isabella Iannetti - Discografia 63 - 66 On Sale Music 64 OSM 129

Raccolte/Compilation
- 1969 - Isabella Iannetti (Durium) ms A 77224 nella raccolta Caldo all'ombra è presente con il brano "Il tic tac del cuore"
- 1969 - Isabella Iannetti (Durium) ms A 77222 nella raccolta Durium Club n. 2 è presente con il brano "Cuore innamorato"
- 1988 - Isabella Iannetti (Durium) nella raccolta Bianca di luna è presente con il brano "T'hanno visto domenica sera"
- 1995 - Isabella Iannetti (Ricordi) ALOCD 225 nella raccolta Mi ritorni in mente - I successi degli anni '60 è presente con il brano "T'hanno visto domenica sera"
- 1996 - Isabella Iannetti (BMG) 74321 37347 2 nella raccolta Nostalgia italiana - 20 top twenty hits 1963 è presente con il brano "T'hanno visto domenica sera"
- 1999 - Isabella Iannetti (amc) amc 55.227 nella raccolta I grandi successi d'Italia - Vol. 7 è presente con il brano "T'hanno visto domenica sera"
- Isabella Iannetti (BMG Ricordi S.p.A.) 74321710482-1 nella raccolta Graffiti '60 - Vol. 1 è presente con il brano "T'hanno visto domenica sera"
- 2008 - Isabella Iannetti (Sony BMG) A 428342284 nella raccolta Vol 1. "Le grandi interpreti Italiane" è presente con il brano "T'hanno visto domenica sera"

## Filmografia
- Viale della canzone, regia di Tullio Piacentini (1965)
- 008 Operazione ritmo, regia di Tullio Piacentini (1965)